# Dicranomyia (Dicranomyia) pedestris
Dicranomyia (Dicranomyia) pedestris is een tweevleugelige uit de familie steltmuggen (Limoniidae). De soort komt voor in het Neotropisch gebied.